# Annona iquitensis
Annona iquitensis är en kirimojaväxtart som beskrevs av Robert Elias Fries. Annona iquitensis ingår i släktet annonor, och familjen kirimojaväxter. Inga underarter finns listade i Catalogue of Life.